# هتل بورلی هیلتون

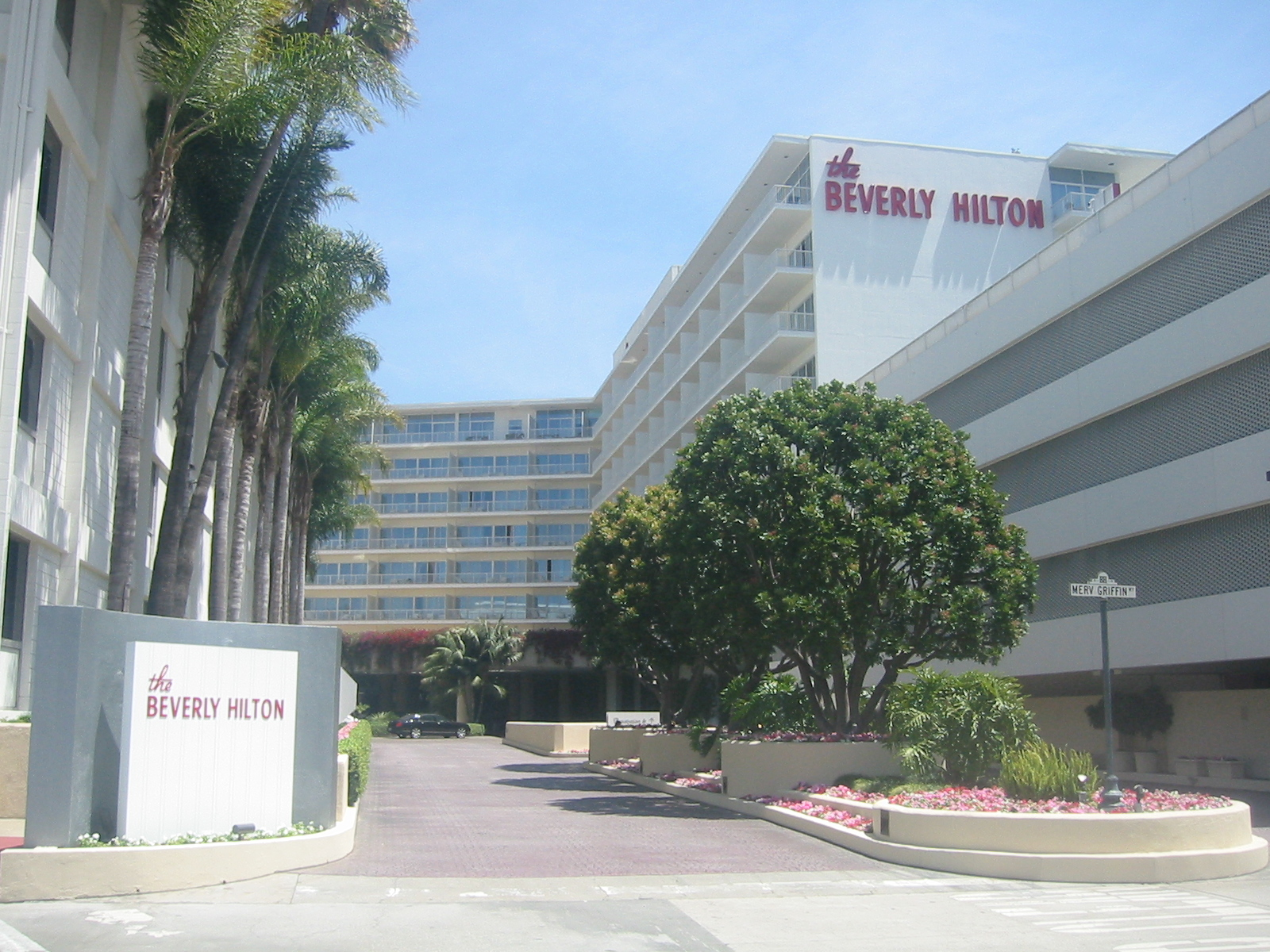
ورودی هتل بورلی هیلتون

بورلی هیلتون (به انگلیسی: Beverly Hilton) یک هتل در ابعاد ۸٫۹ جریبی (۳٫۶ هکتار) است که در تقاطع ویلشایر و بلوار سانتا مونیکا در بورلی هیلز، کالیفرنیا، آمریکا قرار دارد. هتل بورلی هیلتون میزبان بسیاری از برنامه‌های اهدای جوایز بوده‌ است که شامل مراسم خیریه، مراسم‌های سرگرمی و سینمایی می‌شود و از همه مهمتر میزبان مراسم سالانه اهدای جوایز گلدن گلوب می‌باشد.
کنراد هیلتون این هتل را در سال ۱۹۵۵ تأسیس کرد.
طراحی بورلی هیلتون بر عهدهٔ معماری به نام ولتون بکت بود. طرح او به عنوان یک اثر نمایشی دارای ۵۸۲ اتاق بود.
در ۱۹۷۵، پرودنشال فایننشل پنجاه درصد این هتل را خرید و با شراکت با هیلتون ورلدواید آن را اداره کرد. این شرکا هتل بورلی هیلتون را در دسامبر ۱۹۸۷ به قیمت ۱۰۰٫۲ میلیون دلار به هنرمند و تاجر آمریکایی مرو گریفین فروختند.
گریفین پس از خرید ۳۵ میلیون دلار هم خرج بازسازی هتل کرد. این هتل انتخاب دوم گریفین بود و او در ابتدا بر آن بود که هتل بورلی هیلز را بخرد، ولی آن هتل را سلطان حسن البلقیه از برونئی به قیمت دویست میلیون دلار از سرمایه‌دار نفتی اهل دنور ماروین دیویس خرید.

## رویدادهای مهم
- مراسم سالانه جایزه گلدن گلوب از سال ۱۹۶۱[۷]
- مراسم جشن کلیو دیویس پیش از جایزه گرمی
- آخرین کنفرانس مطبوعاتی ریچارد نیکسون
- فیلمبرداری ملاقات سناتور و کاندیدای ریاست جمهوری آمریکا، جان ادواردز با ریله هانتر در ماجرای زنای جان ادواردز
- خواننده و بازیگر آمریکایی، ویتنی هیوستون در ۱۱ فوریه ۲۰۱۲ در اتاق شماره ۴۳۴ این هتل به دلیل غرق شدن تصادفی در وان حمام، درگذشت.